# 馬拉米爾海穹

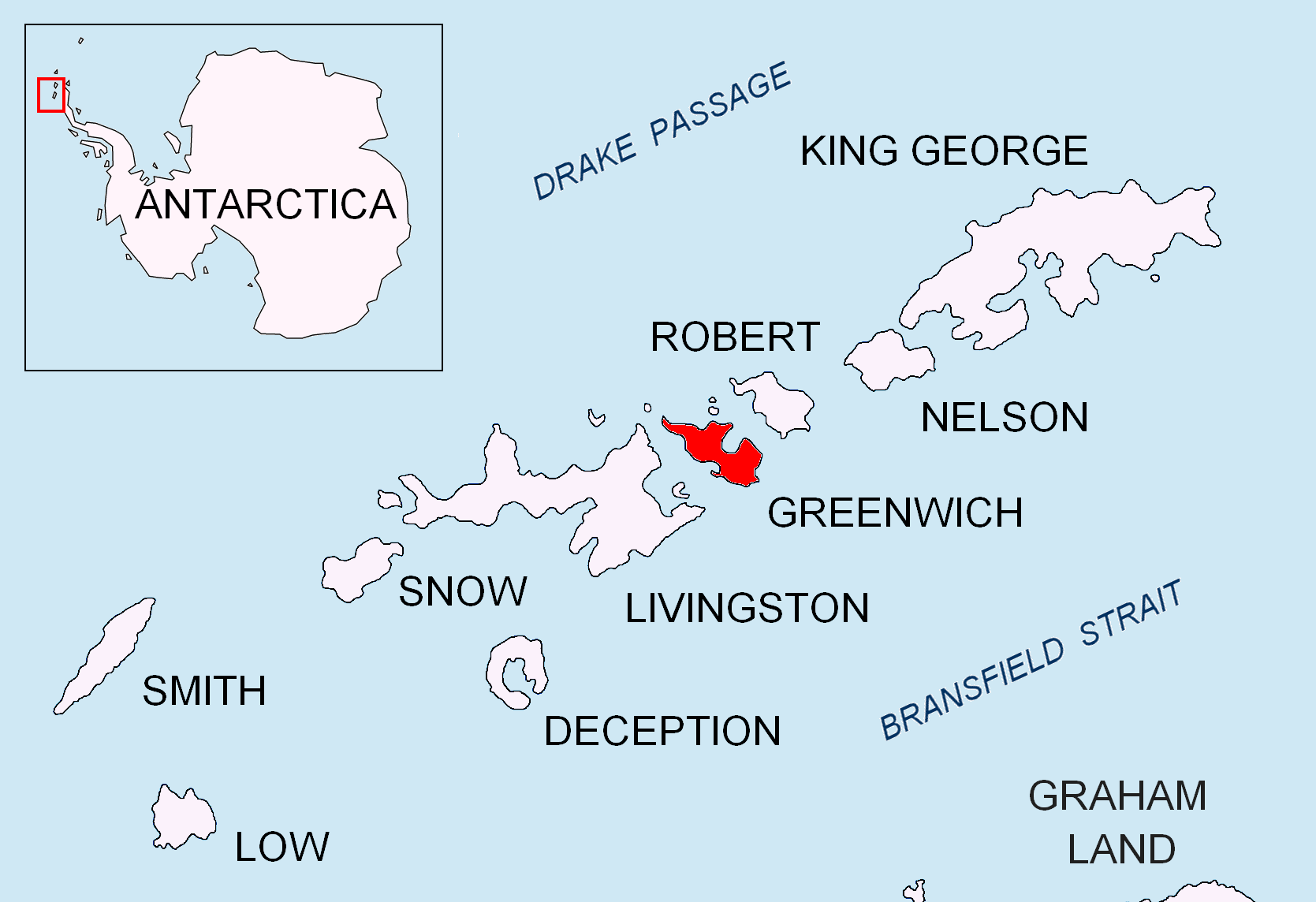

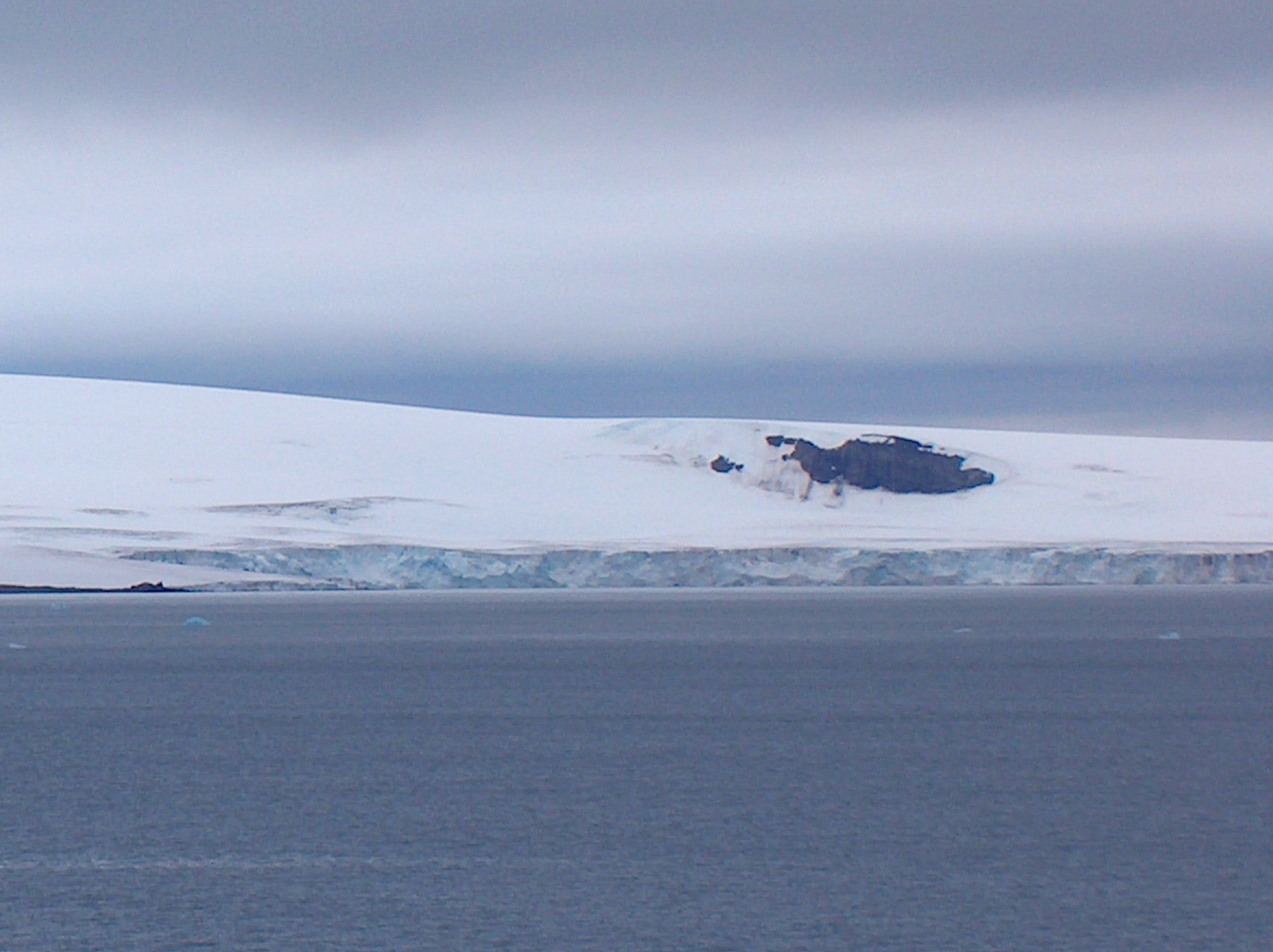

馬拉米爾海穹（英語：Malamir Knoll）是南極洲的海穹，位於南設得蘭群島的格林尼治島，屬於德里亞諾沃高地的東南端，處於泰勒嶺以東2.37公里、特賴安格爾角東北面2.9公里、斯皮特角西北面2.65公里和拉貝角西南面3.78公里，以保加利亞的作家命名。

## 外部連結
- SCAR Composite Antarctic Gazetteer （页面存档备份，存于）.

62°30′10″S 59°48′13″W / 62.50278°S 59.80361°W